# Joseph Patrick Kennedy II
Joseph Patrick Kennedy II (Brighton (Massachusetts), 24 september 1952) is de oudste zoon van senator Robert F. Kennedy en Ethel Skakel. Hij is genoemd naar zijn oom Joseph Patrick Kennedy jr.
Begin jaren 70 was hij verantwoordelijk voor een zwaar auto-ongeval waarbij zijn broer David Kennedy en zijn vriendin Pamela Kelley zwaargewond raakten. Pamela was levenslang verlamd en David raakte verslaafd aan de pijnstillers die hij kreeg. Zo'n tien jaar later zou David sterven aan een overdosis drugs en geneesmiddelen.
Joseph trouwde in 1979 met Sheila Rauch en werd op 4 oktober 1980 vader van de tweeling Matthew en Joseph Patrick III. Later scheidde hij van Rauch en trouwde met Anne Kelly. Joseph liet het huwelijk met Sheila nietig verklaren. Later schreef Sheila, die niet katholiek was, een boek waarin ze schreef dat ze tegen nietigverklaring was omdat het in theorie betekende dat hun huwelijk nooit bestaan had.
In 1986 werd hij verkozen voor het Huis van Afgevaardigden voor de staat Massachusetts en zetelde daar van 4 januari 1987 tot 3 januari 1999.